# جي نوت
جي نوت (بالإنجليزية: Gnote)‏ هو مُدوِّن مُلاحظات حُرٌ ومفتوح المصدر لسطح المكتب مكتوبٌ للينكس، استنسخه هيوبرت فيغويريه (بالإنجليزية: Hubert Figuière)‏ من تومبوي [الإنجليزية].

## التاريخ
تم إنشاء جي نوت اشتقاقًا من تومبوي [الإنجليزية] المكتوب بلغة سي++، لإزالة الاعتماد على مونو. تسبب إصداره في جدلٍ بسيط عندما اتُهم منشئهُ بأنَّ لديه أجندة مُعادية لِمنصة مونو البرمجيَّة. وقد دفعهُ هذا إلى توضيح أن جي نوت تمت كتابته طريقًا لِنقل تطبيقات مونو وأنَّهُ يوفر تطبيقًا لِتدوين المُلاحظات للبيئات غير القادرة على ملاءمة إطار عمل مونو. يتمُّ تضمين جي نوت في توزيعة فيدورا لينكس، التي أزالت مونو من قرص تثبيتها الحي، بسبب ضيق المساحة التخزينيَّة.